# Эрба
Эрба (итал. Erba) — коммуна в Италии, располагается в регионе Ломбардия, в провинции Комо.
Население составляет 16974 человека (2008 г.), плотность населения составляет 936 чел./км². Занимает площадь 18 км². Почтовый индекс — 22036. Телефонный код — 031.
В коммуне 8 сентября особо празднуется Рождество Пресвятой Богородицы.

## Демография
Динамика населения:

## Города-побратимы
- Турнон-сюр-Рон (Франция, с 1974)

## Администрация коммуны
- Официальный сайт: http://www.comune.erba.co.it/ Архивная копия от 6 апреля 2008 на Wayback Machine